# 卢静 (北魏)
卢静（？—？），范阳郡涿县（今河北省涿州市）人，出自范阳卢氏北祖，北魏幽州别驾卢辅之子，北魏官员。

## 生平
卢静喜爱学习，有美好的举止和仪态，喝酒数斗也不会迷乱，在太常丞任内去世。西魏大统年间，朝廷赠予卢静太仆卿、平州刺史。

## 家族

### 曾祖
- 卢昭，北燕仆射、黄门，北祖卢偃第四子[3]

### 祖父
- 卢珉[4]

### 父亲
- 卢辅，北魏幽州别驾

### 兄弟
- 卢琇，北魏安州刺史
- 卢璧，北魏下邳郡太守
- 卢同，北魏侍中、骠骑将军、左光禄大夫、仪同三司、章武孝穆伯

### 儿子
- 卢景祚，北魏司空掾[5]
- 卢景融，北齐幽州治中[3]
- 卢景裕，第三子，东魏齐王开府属，追尊齐神武帝高欢诸子的老师[6]
- 卢辩，第四子，北周大将军、开府仪同三司、宜州刺史、沈献公，西魏文帝元宝炬诸子的老师
- 卢光，北周车骑大将军、开府仪同三司、陕州总管府长史、燕郡简公，周武帝宇文邕的老师